# 아마존 클라우드프론트
아마존 클라우드프론트(Amazon CloudFront)는 아마존 웹 서비스에서 운영하는 콘텐츠 전송 네트워크(CDN)이다. 콘텐츠 전달 네트워크는 웹 비디오나 기타 대용량 미디어와 같은 콘텐츠를 소비자에게 보다 로컬로 캐시하여 콘텐츠 다운로드를 위한 액세스 속도를 향상시키는 전 세계적으로 분산된 프록시 서버 네트워크를 제공하기 위해 만들어졌다.
클라우드프론트는 영국, 아일랜드, 네덜란드, 독일, 스페인 등의 유럽과 홍콩, 싱가포르, 일본, 대만, 베트남, 인도네시아, 인도 등의 아시아와 호주, 남미, 아프리카 및 미국의 여러 주요 도시를 포함 전 세계에 서버를 보유하고 있다. 2022년 11월에 이 서비스는 6개 대륙의 400개 엣지 로케이션에서 운영되었다.
클라우드프론트는 종량제 방식으로 운영된다.
클랄우드프론트는 아카마이 및 라임라이트 네트웍스(Limelight Networks)와 같은 대규모 CDN과 경쟁한다. 지디넷 뉴스의 래리 디그넌(Larry Dignan)은 출시 당시 클라우드프론트가 경쟁 CDN의 가격과 마진을 감소시킬 수 있다고 밝혔다.

## 타임라인
- 2008년 11월 18일 – 클라우드프론트 베타 출시
- 2009년 5월 7일 – 액세스 로깅 기능 추가
- 2009년 11월 11일 – 비공개 콘텐츠에 대한 지원 추가
- 2009년 12월 15일 – 아마존 클라우드프론트 스트리밍 발표
- 2010년 3월 28일 – 아마존은 싱가포르에 엣지 로케이션을 출시하고 스트리밍용 비공개 콘텐츠를 추가한다.
- 2014년 5월, 아마존 클라우드프론트가 프리티어 사용량에 포함된다.